# Миура-ори

Паттерн Миура-ори

Анимация

Миура-ори (яп. ミウラ折り) — схема жёсткого складывания, которая использовалась для развёртывания больших установок солнечных батарей на космических спутниках. Она была представлена японским астрофизиком Корё Миурой в 1970 году. Сейчас также используется для складывания бумажных документов, в частности карт местности. В отличие от обычных методов складывания карт, складки миура-ори расположены не перпендикулярно, а слегка под наклоном друг к другу (84° и 96°). В результате такую карту можно развернуть и свернуть одним движением, а отсутствие многослойных складок уменьшает нагрузку на бумагу. Это хороший пример практической важности жёсткого оригами, рассматривающего складки как петли, соединяющие две плоские, абсолютно твёрдые поверхности.